# Удо фон Неленбург
Удо фон Неленбург (на немски: Udo von Nellenburg; * ок. 1030/1035; † 11 ноември 1078, Тюбинген) е от 1066 г. до смъртта си архиепископ на Трир.

## Произход и управление
Той е най-големият син на Еберхард I Блажени фон Неленбург († 1076/1079), граф на Неленбург, Цюрихгау, Некаргау, и съпругата му Ита († 1105), вероятно от рода на графовете на Кирхберг. Баща му е роднина на папа Лъв IX и на императорите Конрад II и Хайнрих III. Баща му става около 1072 г. монах в манастир Всички Светии, а майка му отива в женския манастир в Шафхаузен.
След убийството на архиепископ Куно I фон Пфулинген през 1066 г. Удо е избран за архиепископ на Трир. През 1067 г. е помазан за епископ.
От 1075 г. той е търсен за преговорите по време на борбата за инвеститура между папа Григорий VII и император Хайнрих IV. Архиепископ Удо след това е във войската на крал Хайнрих IV и умира през 1078 г. при обсадата на Тюбинген. Погребан е във вече завършената катедрала на Трир.